# Как был завоёван Запад
«Как был завоёван Запад» (англ. How The West Was Won) — эпический трёхчасовой вестерн, снятый в панорамном формате Cinerama. Премьера состоялась в 1962 году. Поставлен режиссёрами Джоном Фордом (эпизод «Гражданская война»), Генри Хэтэуэем (эпизоды «Реки», «Равнины» и «Преступники») и Джорджем Маршаллом (эпизод «Железная дорога»). Некоторые дополнительные сцены были сняты Ричардом Торпом.
В ролях — ведущие голливудские звёзды того времени. Восемь номинаций на премию «Оскар», в том числе как лучшему фильму года, три из которых оказались победными — за оригинальный сценарий Джеймса Уэбба, звук и монтаж. В 1997 году был внесён в Национальный реестр фильмов США, обладая «культурной, исторической или эстетической» значимостью.

## Сюжет
В фильме показана жизнь и судьба нескольких поколений переселенцев, которые отправились жить на Дикий Запад. Действие фильма происходит на протяжении более пятидесяти лет, начиная с тридцатых годов XIX века. На примере судьбы членов одной семьи показана история Дикого Запада и Америки в целом. Фильм состоит из пяти частей, следующих в хронологическом порядке. Каждая часть начинается с закадрового вступления (голос Спенсера Трейси).

### Реки

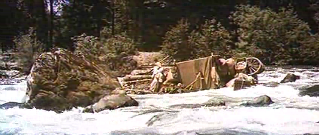
Переселенцы проходят речные пороги

Траппер Лайнус Ролингс (Джеймс Стюарт) плывёт в Питтсбург, чтобы продать шкуры бобров, когда встречает группу переселенцев во главе с Зебулоном Прескоттом (Карл Молден), направляющихся на Запад по реке Огайо. Старшая дочь Зебулона Ив (Кэрролл Бейкер) и Лайнус влюбляются друг в друга, но Лайнус не готов к оседлой жизни.
Лайнус останавливается на торговом посту, который содержит клан речных пиратов во главе с «полковником» Хокинсом (Уолтер Бреннан). Дочь Хокинса Дора (Бриджид Бэзлен) пытается убить Лайнуса, но он остаётся жив и помогает группе Прескотта спастись от пиратов.
Поселенцы продолжают путь по реке, но при прохождении порогов Зебулон и его жена погибают. Лайнус возвращается к Ив, и они основывают ферму на месте гибели Зебулона. Младшая дочь Зебулона Лилит (Дебби Рейнольдс) хочет вернуться на Восток.

### Равнины

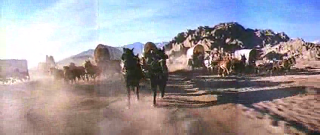
Шайенны атакуют караван

Лилит работает танцовщицей в Сент-Луисе. Она привлекает внимание профессионального игрока Клива Ван Вейлена (Грегори Пек). Лилит узнаёт, что получила в наследство золотой рудник в Калифорнии, и хочет ехать туда с караваном переселенцев. Клив подслушивает разговор о наследстве и присоединяется к каравану. В пути Клив и погонщик фургона Роджер Морган (Роберт Престон) ухаживают за Лилит.
Сумев спастись после нападения шайеннов, Клив и Лилит добираются до рудника и узнают, что золота в нём больше нет. Они расстаются, и каждый возвращается к своим прежним занятиям.
Позднее Лилит становится певицей на речном пароходе, на котором плывёт и Клив. Он бросает игру в покер и предлагает Лилит ехать вместе с ним в Сан-Франциско, где есть возможность быстро разбогатеть. Она соглашается.

### Гражданская война

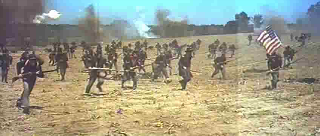
Сражение

В США начинается Гражданская война. Семья Лайнуса и Ив живёт на ферме в Огайо. Сначала на войну уходит Лайнус, затем, вопреки желанию матери, старший сын Лайнуса и Ив — Зеб (Джордж Пеппард). Зеб участвует в жестокой битве при Шайло и понимает, что война выглядит иначе, чем он представлял. Зеб не знает, что в этой битве погиб его отец. Случайно он подслушивает разговор генералов Улисса Гранта (Гарри Морган) и Уильяма Шермана (Джон Уэйн) и спасает жизнь Гранта.
Когда война заканчивается, Зеб возвращается на ферму и узнаёт, что его мать умерла. Он оставляет ферму брату и уезжает дальше на Запад.

### Железная дорога

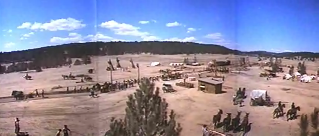
Строительство железной дороги

Идёт строительство трансконтинентальной железной дороги: с запада на восток прокладывают дорогу Сентрал Пасифик, с востока на запад — дорогу Юнион Пасифик. Зеб в чине лейтенанта армии США пытается сохранить мир между индейцами арапахо и строителями. Ему помогает охотник на бизонов Джетро Стюарт (Генри Фонда), старый друг Лайнуса.
Когда руководитель строительства Майк Кинг (Ричард Уидмарк) нарушает условия мира, арапахо начинают войну. Не желая воевать с индейцами, Зеб уходит в отставку и уезжает в Аризону.

### Преступники

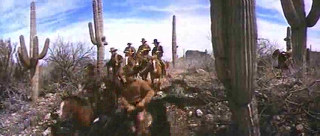
Бандиты собираются напасть на поезд

В Сан-Франциско овдовевшая Лилит продаёт имущество. Она отправляется в Аризону на своё ранчо.
Зеб (теперь маршал) со своей женой Джули (Кэролин Джонс) и детьми встречают Лилит на станции в Голд-Сити. Туда же прибывает старый враг Зеба, преступник Чарли Гант (Илай Уоллак). Гант угрожает семье Зеба, и Зеб просит помощи своего друга Лу Рэмси (Ли Джей Кобб), маршала Голд-Сити. Банда Ганта хочет ограбить поезд, везущий золото, но там их поджидают Зеб и Рэмси. В конце Лилит и семья Зеба уезжают в свой новый дом.
В коротком эпилоге показаны Лос-Анджелес и Сан-Франциско начала 1960-х, в том числе четырёхуровневая автомобильная развязка в Лос-Анджелесе и мост «Золотые ворота».

## В ролях
- Дебби Рейнольдс — Лилит Прескотт
- Джордж Пеппард — Зеб Ролингс
- Кэрролл Бейкер — Ив Прескотт Ролингс
- Джеймс Стюарт — Лайнус Ролингс
- Грегори Пек — Клив Ван Вейлен
- Генри Фонда — Джетро Стюарт
- Ли Джей Кобб — Лу Рэмси
- Кэролин Джонс — Джули Ролингс
- Карл Молден — Зебулон Прескотт
- Гарри Морган — генерал Улисс Грант
- Роберт Престон — Роджер Морган
- Илай Уоллак — Чарли Гант
- Джон Уэйн — генерал Уильям Шерман[3]
- Ричард Уидмарк — Майк Кинг
- Телма Риттер — Агата Клегг
- Бриджид Базлен — Дора Хокинс
- Уолтер Бреннан — Джеб Хокинс
- Дэвид Брайан — адвокат Лилит
- Энди Дивайн — капрал Питерсон
- Рэймонд Мэсси — президент Авраам Линкольн
- Агнес Мурхед — Ребекка Прескотт
- Расс Тэблин — дезертир войск Конфедерации

В титрах не указаны
- Уиллис Бучи — хирург
- Джей С. Флиппен — Хаггинс
- Джек Ламберт — член банды Ганта
- Ли Ван Клиф — речной пират
- Гарри Дин Стэнтон — член банды Ганта
- Джеймс Гриффит — мужчина, играющий в покер с Кливом Ван Вейленом

Закадровый голос в начале каждой части принадлежит Спенсеру Трейси.

## Съёмки
Сценарий Джеймса Уэбба был основан на цикле статей, опубликованном в журнале Life. Писатель Луис Ламур на базе сценария написал одноимённый роман.
«Как был завоёван Запад» стал одним из двух полнометражных фильмов, снятых с использованием панорамной технологии Cinerama на трёх киноплёнках. Качество изображения при демонстрации в кинотеатрах «Синерама» было отличным, но до 2008 года попытки перевести фильм в другие форматы, использующие одну киноплёнку, были технически несовершенны.
Для телеканала ABC был снят одноимённый сериал, который транслировался в 1976—1979 годах.

## Саундтрек

### Диск 1
- 01 — Overture
- 02 — Main Title
- 03 — This Is The West
- 04 — The Erie Canal
- 05 — Two Hearts On A Tree
- 06 — Shenadoah
- 07 — First Meeting
- 08 — First Kiss
- 09 — The Morning After
- 10 — The River Pirates
- 11 — Godspeed Eve
- 12 — The Burial
- 13 — Wagon Train Forward
- 14 — Sit Down Sister
- 15 — Wanderin'
- 16 — The Jump Off Point
- 17 — Cleve Van Valen
- 18 — Poor Wayfarin' Stranger
- 19 — Raise A Ruckus Tonight
- 20 — Come Share My Life
- 21 — Cheyennes
- 22 — Careless Love
- 23 — Gold Claim
- 24 — What Was Your Name In The States
- 25 — He’s Gone Away
- 26 — A Home In The Meadow
- 27 — Marriage Proposal

### Диск 2
- 01 — Entr’acte
- 02 — Mr. Lincoln
- 03 — He’s Linus' Boy
- 04 — I’m Sad And I’m Lonely
- 05 — When Johny Comes Marching Home
- 06 — Zeb’s Return
- 07 — The Pony Express
- 08 — A Railroader’s Bride I’ll Be
- 09 — Workin'
- 10 — The Jugglers
- 11 — No Goodbye
- 12 — Zeb And Jethro
- 13 — Buffalo Stampede
- 14 — Climb A Higher Hill
- 15 — The Van Valen Auction
- 16 — Gant
- 17 — No Goodbye
- 18 — Celebration
- 19 — Finale
- 20 — Finale Ultimo
- 21 — Exit Music
- 22 — Miss Baily’s Ghost
- 23 — A Home In The Meadow
- 24 — When I Was Single
- 25 — Shenandoah
- 26 — Rock Of Ages
- 27 — The Erie Canal
- 28 — Wait For The Hoedown
- 29 — First Meeting
- 30 — No Goodbye
- 31 — A Home In The Meadow

## Награды и признание
- В 1964 году фильм получил три премии «Оскар»: за лучший оригинальный сценарий (Джеймс Р. Уэбб), лучший монтаж (Гарольд Ф. Кресс) и лучший звук (Франклин Милтон). Кроме того, лента получила пять номинаций на эту премию: лучший фильм (Бернард Смит), лучшая операторская работа в цветном фильме (Уильям Дэниелс, Милтон Краснер, Чарльз Лэнг, Джозеф Лашелл), лучшая музыка (Альфред Ньюман, Кен Дарби), лучшая работа художника и декоратора в цветном фильме (Джордж Дэвис, Уильям Феррари, Эддисон Хер, Генри Грейс, Дон Гринвуд мл., Джек Миллс), лучшая работа художника по костюмам в цветном фильме (Уолтер Планкетт).
- В 1964 году фильм получил «Золотую медаль за фильм года» от журнала Photoplay.
- В 1997 году фильм был включён в Национальный реестр фильмов Библиотеки Конгресса США.
- В списке лучших музыкальных композиций в американских фильмах по версии Американского института кино картина заняла 25-е место.
- На сайте Rotten Tomatoes фильм имеет рейтинг 93 %.

## Галерея

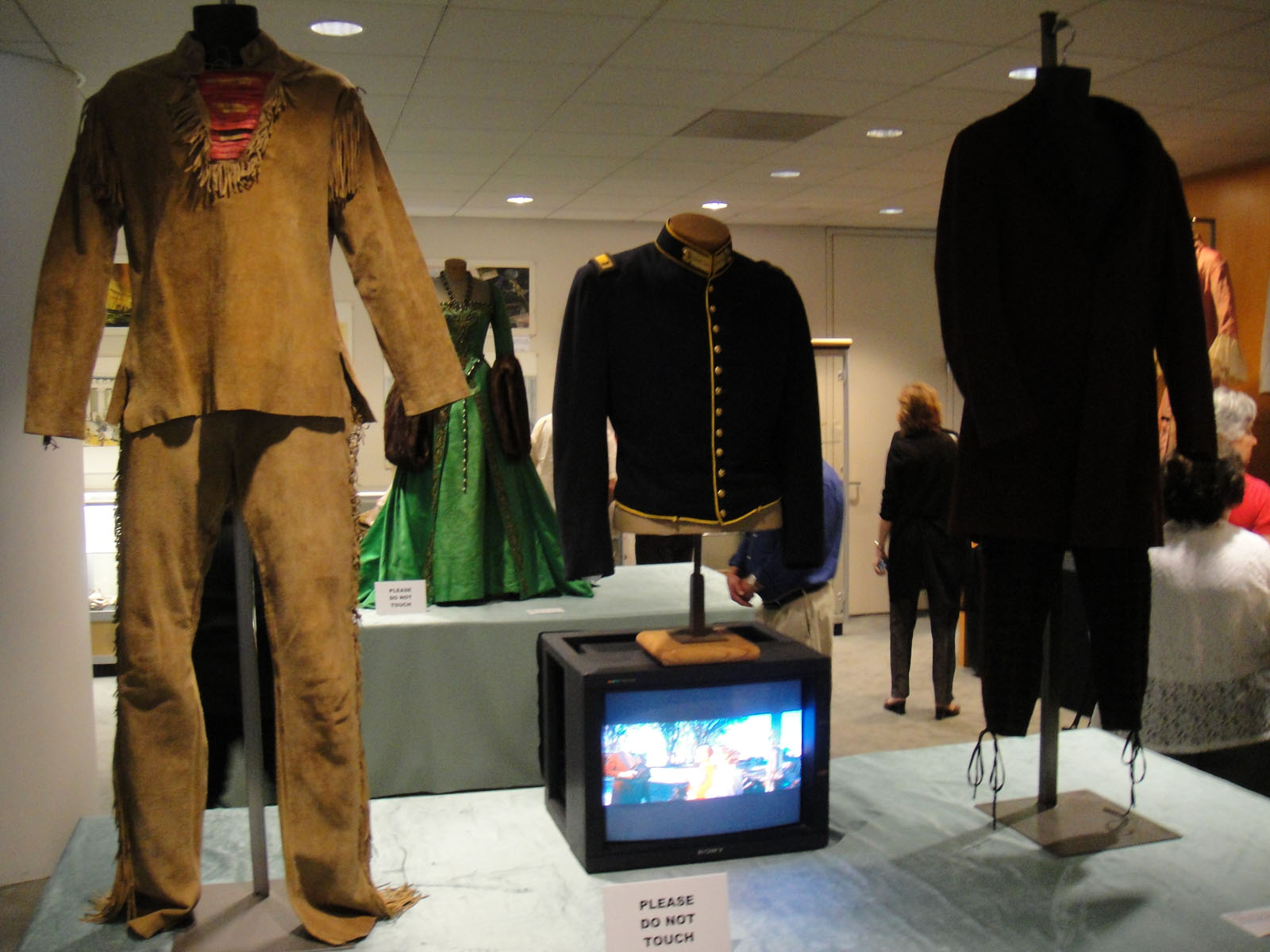
Костюмы героев Стюарта, Пеппарда и Пека на аукционе в Лос-Анджелесе
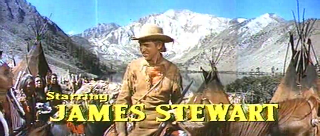
Джеймс Стюарт
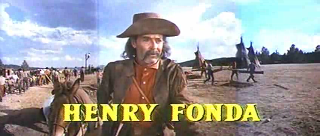
Генри Фонда
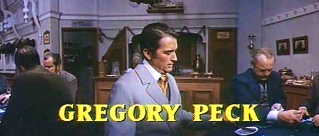
Грегори Пек
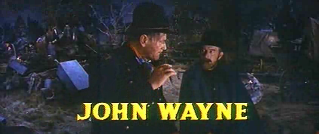
Джон Уэйн
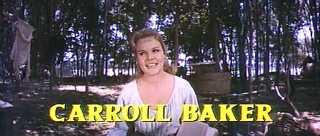
Кэрол Бейкер
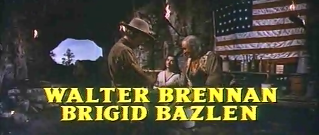
Уолтер Бреннан и Бриджид Бэзлен
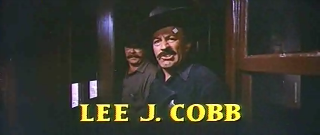
Ли Дж. Кобб
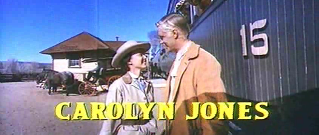
Кэролин Джонс
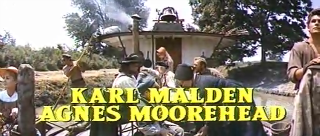
Карл Молден и Агнес Мурхед
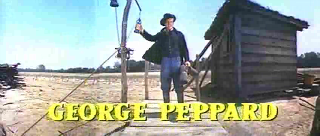
Джордж Пеппард
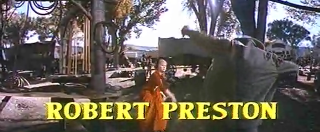
Роберт Престон
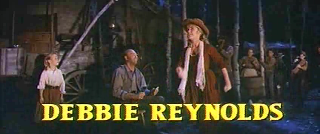
Дебби Рейнольдс
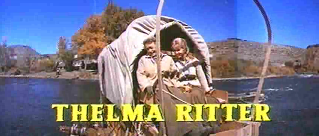
Телма Риттер
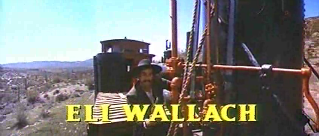
Илай Уоллак
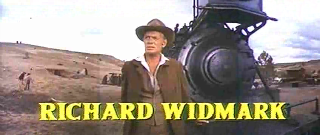
Ричард Уидмарк